# لوکا کیومنتو
لوکا کیومنتو (ایتالیایی: Luca Chiumento؛ زادهٔ ۱۹ نوامبر ۱۹۹۷) قایقران روئینگ اهل ایتالیا است.
وی در مسابقات کشوری و بین‌المللی در مجموع برندهٔ ۲ مدال طلا، ۳ مدال نقره، ۲ مدال برنز شده است.